# Petah Tikva Troopers 2017-2018
Questa voce raccoglie le informazioni riguardanti i Petah Tikva Troopers nelle competizioni ufficiali della stagione 2017-2018.

## Israel Football League 2017-2018

### Pre-season
| Tamra 4 novembre 2017, ore 20:30 | Haifa Underdogs | 24 – 32 (3-6 7-6 6-6 8-14) referto | Petah Tikva Troopers | (31 spett.)\| Arbitro: \| Roy Friedman \| |
| Arbitro:                         | Roy Friedman    |                                    |                      |                                           |

### Stagione regolare
| Gerusalemme 16 novembre 2017, ore 20:00 | Jerusalem Lions | 34 – 20 (8-0 14-6 6-14 6-0) referto | Petah Tikva Troopers | Kraft Sports Campus (71 spett.)\| Arbitro: \| Tzachi Luz \| |
| Arbitro:                                | Tzachi Luz      |                                     |                      |                                                             |

| Petah Tiqwa 23 novembre 2017, ore 20:30 | Petah Tikva Troopers | 12 – 9 (0-2 6-0 0-7 6-0) referto | Haifa Underdogs | HaMoshava Practice Field (42 spett.)\| Arbitro: \| Omer Sela \| |
| Arbitro:                                | Omer Sela            |                                  |                 |                                                                 |

| Be'er Sheva 16 dicembre 2017, ore 20:45 | Beersheva Black Swarm | 40 – 50 (14-14 8-14 6-8 12-14) referto | Petah Tikva Troopers | Micha Reisser Field (31 spett.)\| Arbitro: \| Friedman \| |
| Arbitro:                                | Friedman              |                                        |                      |                                                           |

| Petah Tiqwa 21 dicembre 2017, ore 20:30 | Petah Tikva Troopers | 62 – 66 (16-16 28-22 6-20 12-8) referto | Tel Aviv Pioneers | HaMoshava Practice Field (56 spett.)\| Arbitro: \| Friedman \| |
| Arbitro:                                | Friedman             |                                         |                   |                                                                |

| Tel Aviv 30 dicembre 2017, ore 20:05 | Tel Aviv Pioneers | 60 – 52 (8-6 16-20 6-6 30-20) referto | Petah Tikva Troopers | Beit Dani (43 spett.)\| Arbitro: \| Luz \| |
| Arbitro:                             | Luz               |                                       |                      |                                            |

| 11 gennaio 2018, ore 20:30 | Petah Tikva Troopers | 0 – 46 | Jerusalem Lions |  |

| Abu Snan 19 gennaio 2018, ore 10:00 | Haifa Underdogs | 6 – 12 (d.t.s.) | Petah Tikva Troopers |  |

| 1º febbraio 2018, ore 20:00 | Judean Rebels | 72 – 54 | Petah Tikva Troopers |  |

| 9 febbraio 2018, ore 10:00 | Petah Tikva Troopers | 34 – 30 | Beersheva Black Swarm |  |

| 23 febbraio 2018, ore 10:00 | Petah Tikva Troopers | 36 – 28 | Mazkeret Batya Silverbacks |  |

### Playoff
| Petah Tiqwa 8 marzo 2018, ore 20:30 | Petah Tikva Troopers | 38 – 6 (14-0 24-6 0-0 0-0) referto | Mazkeret Batya Silverbacks | HaMoshava Practice Field (52 spett.)\| Arbitro: \| Koussevitsky \| |
| Arbitro:                            | Koussevitsky         |                                    |                            |                                                                    |

| Gerusalemme 17 marzo 2018, ore 21:00 | Judean Rebels | 30 – 46 (16-8 0-6 6-18 8-14) referto | Petah Tikva Troopers | Kraft Family Sports Campus |

| 22 marzo 2018 | Jerusalem Lions | 28 – 20 | Petah Tikva Troopers |  |

### Statistiche di squadra
| Competizione      | %Vittorie | In casa | In casa | In casa | In casa | In casa | In casa | In trasferta | In trasferta | In trasferta | In trasferta | In trasferta | In trasferta | Totale | Totale | Totale | Totale | Totale | Totale |
| Competizione      | %Vittorie | G       | V       | N       | P       | Pf      | Ps      | G            | V            | N            | P            | Pf           | Ps           | G      | V      | N      | P      | Pf     | Ps     |
| ----------------- | --------- | ------- | ------- | ------- | ------- | ------- | ------- | ------------ | ------------ | ------------ | ------------ | ------------ | ------------ | ------ | ------ | ------ | ------ | ------ | ------ |
| Preseason         | 1.000     | 0       | 0       | 0       | 0       | 0       | 0       | 1            | 1            | 0            | 0            | 32           | 24           | 1      | 1      | 0      | 0      | 32     | 24     |
| Stagione regolare | .500      | 5       | 3       | 0       | 2       | 144     | 179     | 5            | 2            | 0            | 3            | 188          | 212          | 10     | 5      | 0      | 5      | 332    | 391    |
| Playoff           | .667      | 1       | 1       | 0       | 0       | 38      | 6       | 2            | 1            | 0            | 1            | 66           | 58           | 3      | 2      | 0      | 1      | 104    | 64     |
| Totale            | .571      | 6       | 4       | 0       | 2       | 182     | 185     | 8            | 4            | 0            | 4            | 286          | 294          | 14     | 8      | 0      | 6      | 468    | 479    |